# Pasticcio
A música, un pasticcio o pastiche és una òpera o qualsevol altre tipus de composició escrita per diversos compositors, que poden o no pot haver-hi estat treballant junt, o una adaptació o nacionalització d'una obra prèviament existent i que es va perdre, que pot ser un arranjament no autoritzat o sense prou autenticitat.

## Etimologia
Aquest terme es troba documentat per primer cop al segle xvi, en referència a una classe del pastís que conté carn i pasta (veu pastítsio) o a una mescla literària. Pel que fa a la música, el primer testimoni del seu ús data del 1795 en italià i del 1742 en anglès. Deriva del llatí clàssic tardà pasticium (segle xiii), amb el significat de pastís o de pastós.

## A l'òpera
Al segle xviii eren freqüents les òperes pasticcio, fetes per compositors com ara Handel -per exemple Muzio Scevola (1721), Oreste (1734), Alessandro Severo (1738) i Giove en Argo (1739)- així com Gluck, i Johann Christian Bach. Aquestes composicions consistien principalment en parts d'altres compositors incloses en una obra, tot i que també podien incloure parts compostes per a l'obra. Les parts manllevades d'altres compositors podien incloure's lliurement adaptat, especialment en el cas d'àries d'òperes pasticcio, a les quals s'incorporava un text nou substituint l'original. A finals del segle XVXIII, alguns dels compositors anglesos d'obres pasticcio van ser Samuel Arnold o William Shield, sent les parts manllevades cançons irlandeses o britàniques.

## En música instrumental
Les obres instrumentals poden ser també en ocasiones fetes a partir de composicions prèvies, com ara el cas notable dels quatre primers concerts per a piano de Wolfgang Amadeus Mozart. Aquests concerts (K. 37, 39–41) van ser construïts gairebé completament a partir de moviments de sonates per a teclat de compositors contemporanis, als quals el jove Mozart va afegir les parts orquestrals.